# Cuevas del Almanzora
Cuevas del Almanzora – gmina w Hiszpanii, w prowincji Almería, w Andaluzji, o powierzchni 264,83 km². W 2011 roku gmina liczyła 13 296 mieszkańców.